# Geografia Mołdawii

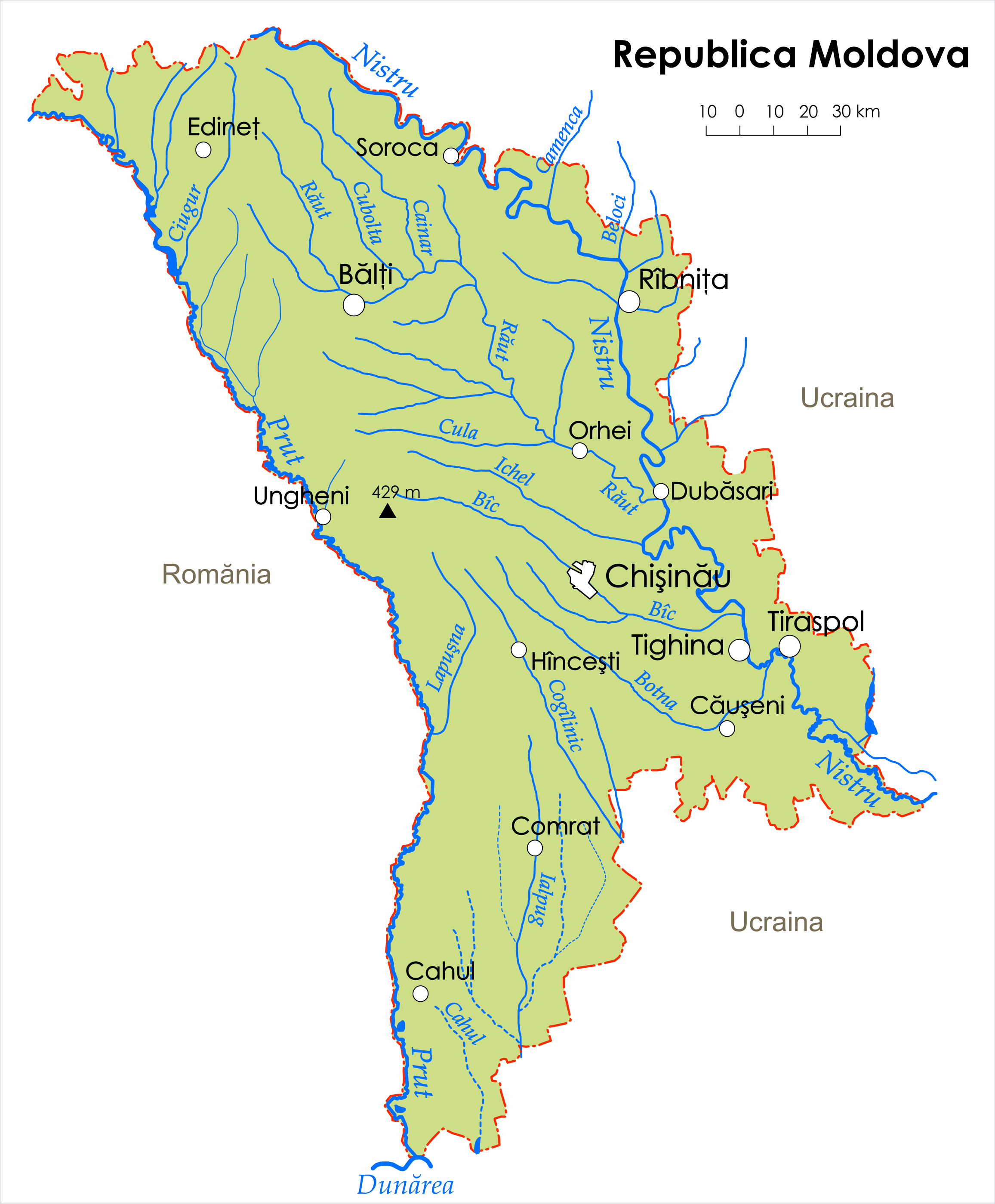
Mapa Mołdawii

Mołdawia – niewielki kraj leżący w południowo-wschodniej Europie (zaliczana przez ONZ do Europy Wschodniej), bez dostępu do morza. Mołdawia cechuje się średnio wyżynnym krajobrazem, ciepłym umiarkowanym klimatem i urodzajnymi glebami. Kraj należy do najbiedniejszych państw Europy.

## Powierzchnia i granice
Powierzchnia – 33 700 km² co odpowiada 1/10 powierzchni Polski.
Skrajne punkty: północny 48°28'N, południowy 45°20'N, zachodni 26°50'E, wschodni 29°50'E. Rozciągłość południkowa wynosi 350 km, a równoleżnikowa 150 km. Przeciętna szerokość kraju wynosi 120 km.
Mołdawia graniczy z następującymi państwami:
- Rumunia – 450 km
- Ukraina – 939 km

Kraj bez dostępu do morza, najkrótsza odległość od morza (Morze Czarne) to około 40 km.

## Budowa geologiczna i rzeźba

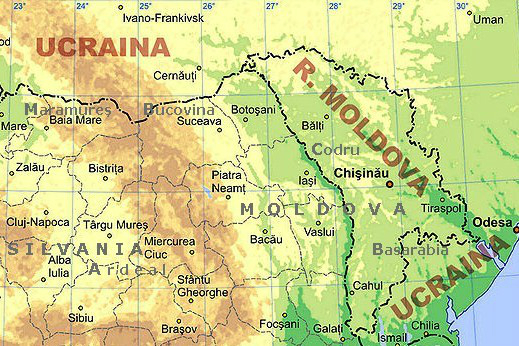
Mapa hipsometryczna Mołdawii

Mołdawia zajmuje międzyrzecze Dniestru i Prutu (Besarabia) oraz wąski pas na lewym brzegu Dniestru (Naddniestrze). Większość powierzchni kraju leży na południowo-zachodnim krańcu płyty rosyjskiej. W kierunku południowo-zachodnim płyta ta zapada pod osady morskie, których miąższość wynosi od 1000 do 1500 m n.p.m. Prekambryjskie skały krystaliczne znajdują się na powierzchni ziemi jedynie w dolinie Dniestru. Reszta powierzchni Mołdawii jest przykryta skałami osadowymi. Południowo-zachodnia część kraju jest obszarem sejsmicznym, znajduje się tam zapadlisko Przeddobrudzkie.
Powierzchnia równinna, pocięta głębokimi dolinami rzecznymi i wąwozami. Występuje kras. Średnia wysokość terenu to 147 m, a najwyższym wzniesieniem jest sięgający 430 m n.p.m. Dealul Bălănești. Ponad 75% powierzchni na wysokości poniżej 200 m. Większość powierzchni kraju zajmuje Wyżyna Besarabska, w której skład wchodzą m.in.: Wyżyna Naddniestrzańska (najwyższy punkt 349 m n.p.m.), Wyżyna Środkowomołdawska (430 m n.p.m.) i Wyżyna Tyhecka (301 m n.p.m.). Południowych granic kraju sięga Nizina Czarnomorska.

## Klimat
Mołdawia leży w strefie klimatu umiarkowanego będącego pod wpływem kontynentalnych mas powietrza (rzadziej mas polarno-morskich). Na południu klimat cechuje się suchością, ze stosunkowo łagodną zimą i długim gorącym latem, oraz ciepłą jesienią Na północy kraju jest wilgotniej.
Średnia temperatura w styczniu od –5 °C na północy do –3 °C na południu, w lipcu odpowiednio 19 °C i 22 °C (w Kiszyniowie absolutne minimum –30 °C, maksimum 39 °C).
Roczna suma opadów 400 mm na południu do 560 mm na północy. Opady głównie wiosenno-letnie (70% rocznych opadów) o charakterze ulew. Pokrywa śnieżna ustala się jedynie podczas najchłodniejszych zim. Na okres zimy przypada 30% opadów rocznych. Przeważają wiatry północno-zachodnie. Zimą występują częste odwilże. Niewielką opady związane są z napływem suchych, kontynentalnych mas powietrza, pochodzących głównie z głębi Rosji i Kazachstanu.

## Wody

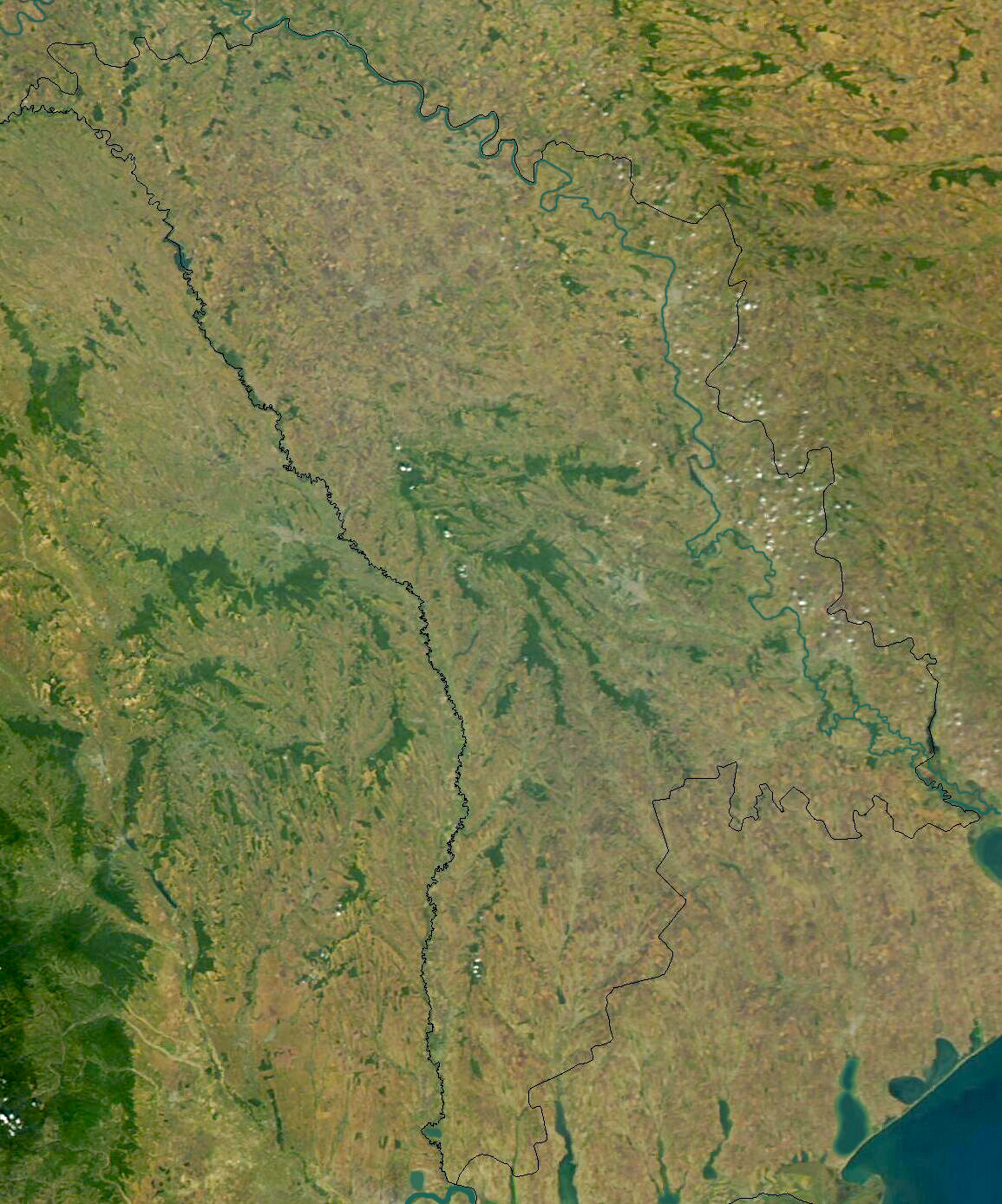
Zdjęcie satelitarne Mołdawii

Sieć rzeczna jest bardzo gęsta. Występują liczne rzeki i okresowe cieki wodne. Jedynie 10 rzek w kraju ma długość większą niż 100 km. Mołdawia w całości należy do zlewiska Morza Czarnego. Rzeki: Dniestr (długość w granicach Mołdawii 657 km) z dopływami Stary Reut, Byk i Botna oraz Prut (graniczna na długości 695 km). Niewielka liczba jezior, w kraju wszystkie jeziora położone są w dolnej części dorzecza Prutu w odległości 20-40 km od ujścia Dunaju. Największe naturalne jeziora to Manta i Beleu. Manta ma powierzchnię 1100 ha, a Beleu nieco mniejsze około 1000 ha.

## Gleby
Mołdawia ma jedne z najlepszych gleb w Europie. Urodzajne czarnoziemy zajmują aż 80% powierzchni kraju (2 mln ha), sięgają one do 250 m n.p.m. Powyżej tej wysokości występują gleby leśne zajmujące 0,5 mln ha. Doliny rzeczne wypełniają mady. Miejscami występują gleby o dużym stopniu zasolenia.

## Flora
Szata roślinna Mołdawii odbiega od typowej formacji roślinnej środkowej i zachodniej części Europy. Dominującą formacją roślinną Mołdawii są stepy i lasostepy. Obecnie jednak prawie w całości obszar dawnych stepów kwietnych jak i ostnicowych zajęły pola uprawne i łąki, które zajmują znaczną część powierzchni kraju. Mołdawia jest krajem bardzo słabo zalesionym, gdzie łączy udział lasów to jedynie 9% powierzchni kraju. Obszary nie występują w formie kompleksów jak to jest w przypadku Polski, Niemiec czy innych krajów Europy Zachodniej czy Północnej. Obszary leśne występują w ze stepami i jako lasy łęgowe rosnące nad rzekami. Obszary leśne skupiają się głównie w paśmie Kodrów na południu kraju. Występują wyłącznie lasy liściaste, gdzie dominuje buk, dąb, grab i inne gatunki jak jesion czy lipa. W lasach łęgowych rosną topole i wierzby.

## Fauna
Świat zwierząt typowy dla europejskich lasów mieszanych. W lasach żyją jelenie, dziki, a do mniejszych gatunków ssaków należą lisy, borsuki, wiewiórki i kuny. Do ptaków należą głównie kosy, sroki i słowiki. Na obszarach bezleśnych występuje zwierzyna drobna, którą reprezentują liczne gryzonie. Do ptaków stepowych należą skowronki, przepiórki i kuropatwy.
Na południu kraju znajduje się Rezerwat Kodry (ponad 5 tys. ha) utworzony 1971 roku dla ochrony kompleksu lasów liściastych, oraz ochrony gatunków zwierząt takich jak maral i jeleń.